# Râul Aroanios
Aroanios este un râu în Grecia. Este afluent al râului Ladonas. Izvorăște aproape de satul Planitero.